# Viktor Löwenfeld
Viktor Löwenfeld (* 21. března 1903 Linec – † 1960) byl pedagog výtvarné výchovy, který po obsazení Rakouska Německem žil v USA Byl jedním ze zakladelů moderní arteterapie.

## Život
Viktor Löwenfeld byl synem Markuse Löwenfelda a Emilie Reinischové. Studoval umění na vídeňské Uměleckoprůmyslové škole u Franze Čižka a psychologii na univerzitě u Karla Bühlera. Od roku 1923 působil také ve škole pro nevidomé Hohe Warte, kde zavedl dvoutýdenní lekce modelování. V roce 1926 získal diplom. V roce 1928 se stal vedoucím výtvarného oddělení na škole Zwi Perez Chajes ve Vídni a profesorem výtvarné výchovy na vídeňské univerzitě.
V roce 1938 emigroval do Anglie a odtud do USA, kde si změnil příjmení.Od roku 1939 působil jako lektor umění na Hampton Institute ve Virginii. Během druhé světové války sloužil v americké armádě. Od roku 1946 působil jako profesor výtvarné výchovy na Penn State University, kde od roku 1957 vedl katedru výtvarné výchovy.

## Dílo
- The nature of creative activity experimental and comparative studies of visual and non-visual sources of drawing, painting, and sculpture by means of the artistic products of weak sighted and blind subjects and of the art of different epochs and cultures. Übersetzung ins Englische Oscar Adolf Oeser. Routledge & Paul, London 1952.
- Your child and his art; a guide for parents. Macmillan, New York 1954.